# Filippo di Piero Strozzi

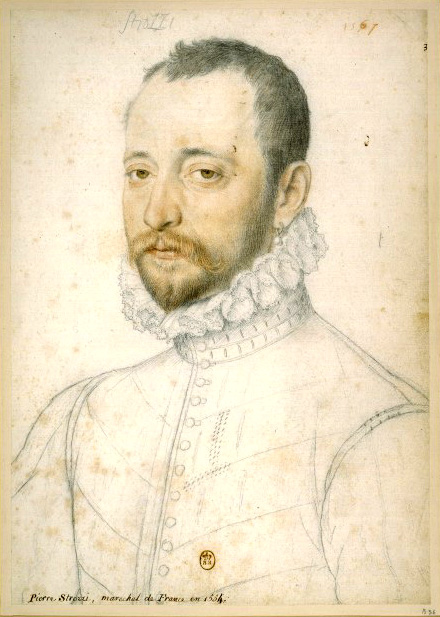
Filippo di Piero Strozzi

Filippo di Piero Strozzi, fr. Philippe Strozzi d'Épernay (ur. 1541 we Florencji, zm. 27 lipca 1582) był włoskim kondotierem, członkiem florentyńskiej rodziny Strozzich. Walczył na wielu frontach, głównie dla Francji.
Był synem Piero Strozziego i Laudomii de'Medici. Gdy jego ojciec musiał uchodzić z rodzinnego miasta, schronienia udzieliła mu królowa Francji Katarzyna Medycejska, a wkrótce doszedł do godności Marszałka Francji, Philippe zaś został giermkiem przyszłego króla Franciszka II.
W roku 1557 Strozzi wstąpił do armii francuskiej. Poczynając od pierwszych walk o Piemont, brał udział w większości bitew zachodniej Europy XVI wieku. W roku 1558 uczestniczył w oblężeniu Calais, w czasie którego poległ jego ojciec. W 1560 został wysłany do Szkocji, gdzie walczył po stronie górali, za co otrzymał dobra w Épernay. W trzy lata później był już pułkownikiem Gwardii Królewskiej.
W 1564 roku ruszył na wschód, by pomóc cesarzowi Maximilianowi odpierać turecki najazd na Węgry; w rok później ponownie stanął przeciw Turkom podczas oblężenia Malty. Stamtąd udał się na wezwanie papieża Piusa V do Włoch, z powodu rosnącego zagrożenia tureckiego w rejonie Adriatyku. Odznaczył się wówczas podczas obrony Ankony. Wojował także w Siedmiogrodzie.
Po powrocie do Francji, co nastąpiło w 1567 roku, walczył z hugenotami. W dwa lata później został mianowany Colonel Général Francji, i jako taki brał udział w drugim oblężeniu La Rochelle; w 1573 walczył u boku Wilhelma Oranskiego przeciw Hiszpanom.
W 1581 Strozzi ustąpił ze stanowiska i – jako kondotier – ruszył z pomocą Antóniowi do Crato, pretendentowi do korony portugalskiej, o którą walczył z królem Hiszpanii Filipem II. Na czele kontyngentu francuskich holenderskich, angielskich i portugalskich ochotników wyruszył na Azory, jedyne terytorium portugalskie, jakie nadal nie uznawało Filipa II za króla. Jednakże tuż przed celem jego flota została zniszczona w bitwie koło Terceiry (26 lipca 1582) przez hiszpańską flotę Álvaro de Bazána.
Wziętego do niewoli Strozziego Hiszpanie rozstrzelali na miejscu, a dogorywającego, ale wciąż żywego, zrzucili z pokładu galeonu do morza, bowiem uznano go za pirata. Sroga kara (aczkolwiek typowa dla tamtych czasów), wymierzona przez surowego admirała, spotkała się ze sprzeciwem zwycięskich hiszpańskich załóg.